# Bépo
Il Bépo è un layout di tastiera ispirato al layout Dvorak anglofono, progettato per facilitare la scrittura in francese e nei linguaggi di programmazione. Questo layout consente l'accesso a numerosi caratteri, inclusi quelli delle lingue europee basate sull'alfabeto latino, come l'esperanto.  
Progettato per tastiere standard, il layout Bépo è disponibile con licenza libera per diversi sistemi operativi.

## Storia
Lo sviluppo del layout Bépo si basa sul metodo utilizzato negli anni '30 da August Dvorak per progettare il suo layout di tastiera ergonomico per la lingua inglese. Il principio fondamentale è quello di posizionare le lettere più frequenti di una lingua sui tasti più facilmente accessibili della tastiera, riducendo significativamente i movimenti delle dita rispetto al layout QWERTY.  
Nel corso del XX secolo sono stati avviati diversi progetti per creare un layout ottimizzato per il francese, tra cui la tastiera Marsan negli anni '70 e, nel 2002, il layout Dvorak-fr ideato da Francis Leboutte. Tuttavia, quest'ultimo, pur essendo il più avanzato, non era distribuito con una licenza libera, il che causò controversie quando si tentò di includerlo nella distribuzione Debian. Ciò rese necessario lo sviluppo di un nuovo layout con licenza libera.  
Nel 2008, il layout Bépo venne "congelato" e reso disponibile per i principali sistemi operativi, tra cui FreeBSD, GNU/Linux, Mac OS X, OpenBSD, NetBSD, OpenSolaris e Windows. A dicembre dello stesso anno, la versione 1.0rc2 fu integrata nella versione di sviluppo del sistema di finestre X.Org, utilizzato in GNU/Linux. La versione stabile del gestore di tastiere X.Org fu rilasciata nel gennaio 2009 e supportata dalle principali distribuzioni GNU/Linux nei mesi successivi.

## Normalizzazione

Carta completa del layout Bépo (versione 1.1, compatibile con lo standard NF Z71-300)

Nel 2008, la comunità Bépo stabilì i primi contatti con Afnor, l'ente francese di normazione, senza ottenere risultati immediati poiché non vi erano altre richieste relative alle tastiere francesi. Tuttavia, alla fine del 2014, il Ministero della Cultura francese commissionò ad Afnor uno studio preliminare sull'importanza di standardizzare i layout di tastiera per la lingua francese, riavviando i contatti con la comunità Bépo, ormai organizzata nell'associazione Ergodis.  
Nel 2015, con l'avvio dei lavori di standardizzazione, Ergodis partecipò attivamente al gruppo di lavoro che, il 2 aprile 2019, pubblicò la norma NF Z71-300 intitolata "Interfacce utente - Layout di tastiera dell'automazione d'ufficio francese". Questo standard include un layout Azerty migliorato e una versione leggermente modificata del layout Bépo, con un supporto ampliato per le lingue europee, le lingue regionali e i simboli scientifici.